# 徐儒
徐儒（1534年—？），字邦珍，号仰峯，江西撫州府臨川縣人，民籍，明朝政治人物。

## 生平
嘉靖四十年（1561年）辛酉科江西鄉試第五十四名舉人。嘉靖四十四年（1565年）中式乙丑科會試第三百三十四名，三甲第一百三十四名進士。礼部观政，本年八月授青阳知县，隆慶二年（1568年）四月调南和县，四年十月升大理寺評事，五年四月升工部主事，万历二年（1574年）九月升虞衡司署员外郎事主事，四年十二月升都水司郎中，管张秋河道，七年十一月升广西副使，十一年闰二月升广东参政，十四年正月调用。十七年正月调四川副使，十八年三月升陕西行太仆寺卿，五月閑住。

## 家族
曾祖徐福；祖父徐濬；父徐汝乾，庠生、累封副使；母饒氏，累封恭人。兄徐化（举人）、弟徐伊、徐位，俱庠生。